# Microserica rufolutea
Microserica rufolutea är en skalbaggsart som beskrevs av Moser 1915. Microserica rufolutea ingår i släktet Microserica och familjen Melolonthidae. Inga underarter finns listade i Catalogue of Life.